# Ferme du Chantelet
La ferme du Chantelet est la ferme dans laquelle le maréchal Ney passa la nuit du 17 au 18 juin 1815 à la veille de la bataille de Waterloo.
Elle fut au cœur des affrontements franco-prussiens les 17 et 18 juin 1815  qui firent suite à la bataille des Quatre-Bras.

## Localisation
La ferme du Chantelet se situe à environ 1 km à l'est de la Ferme du Caillou qui fut le dernier Quartier Général de Napoléon Ier, à Vieux-Genappe, section de la commune belge de Genappe dans la province du Brabant wallon. À l'entrée se dresse une remarquable chapelle baroque, la chapelle du Chantelet.

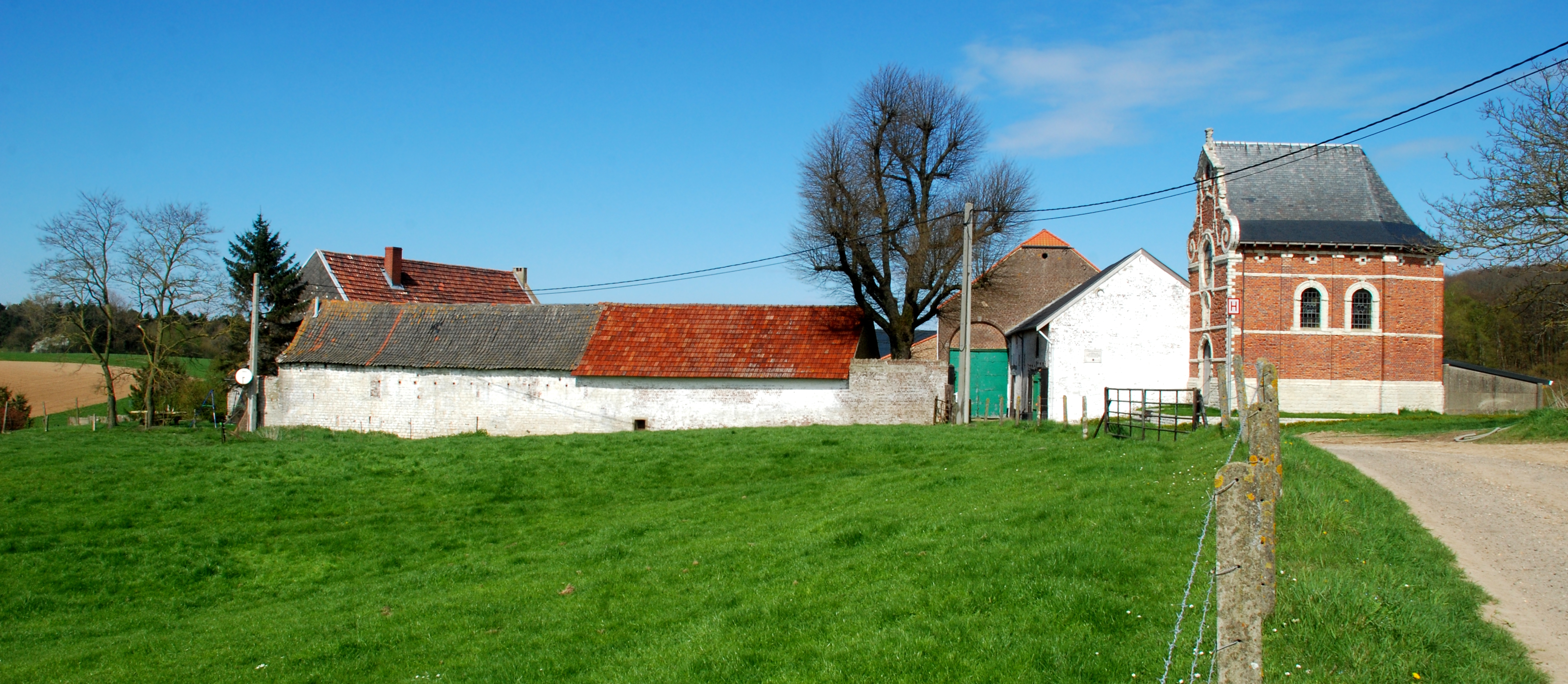
Vue d'ensemble.

## Historique

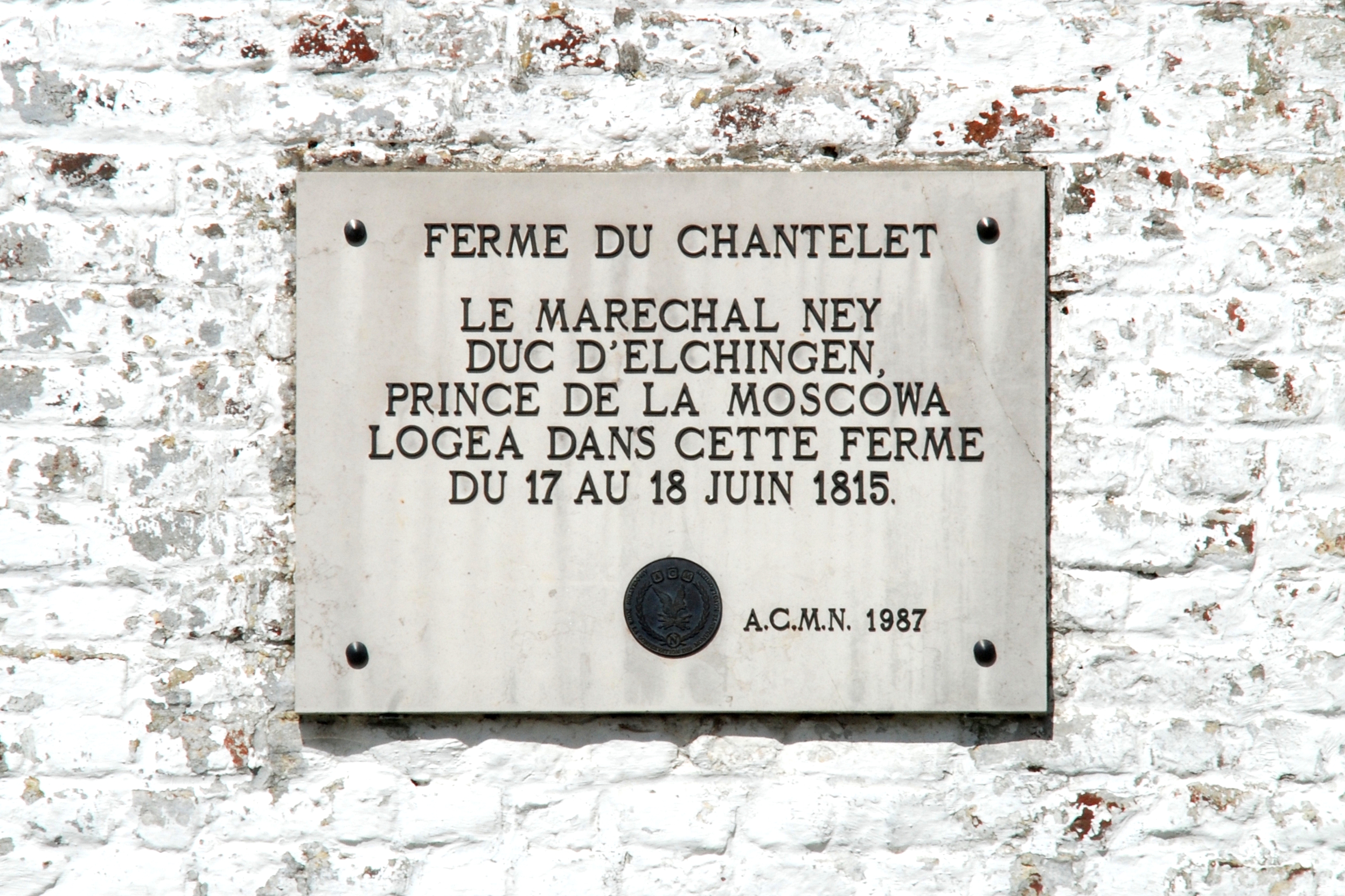
La plaque au maréchal Ney.

La ferme du Chantelet, dénommée jadis ferme de Chanteleux, était un fief brabançon cité depuis 1312.
Au milieu du XVIIIe siècle, ce fief ducal prend son essor à travers le développement de la ferme. Sous le règne de Charles de Lorraine (gouverneur général des Pays-Bas autrichiens de 1741 à 1780), le regain de prospérité au sortir de la domination de la région par l'Espagne encourage l'extension de la ferme, qui était modeste jusqu'alors.
À droite du portail, une plaque commémore le passage du maréchal Ney en ce lieu durant la nuit du 17 au 18 juin 1815 :
Le Maréchal Ney

Duc d'Elchingen

Prince de la Moscowa

Logea dans cette ferme

Du 17 au 18 juin 1815

## Architecture
|  |  |